# Камъкът на желанието
Камък на желанията (на турски: Dilek Taşı) е турски телевизионен сериал в исторически и драматичен жанр, продуциран от Pastel Film, чийто първи епизод е пуснат на 7 септември 2023 г., режисиран от Алтан Дьонмез и по сценарий на Джан Синан. В него участват Салих Бадемчи, Хазал Субашъ и Озан Долунай. Сериалът приключва със своя 20-ти епизод, който е излъчен на 24 януари 2024 г.

## Актьорски състав
- Салих Бадемджи – Мустафа Йълмаз
- Хазал Субашъ – Фиген Кутлу
- Озан Долунай – Kенан Шанлъ
- Перихан Саваш – Mаджиде Рона
- Йозге Йозберк – Рючхан Рона
- Tеоман Kумбараджъбашъ – Aрас Рона
- Eлиф Доган – Севда Рона
- Чичек Диллигил – Aсуман Кутлу
- Eнгин Юксел –	Йомер Кутлу
- Aфра Kарагьоз – Eбру Кутлу
- Aйхан Бозкурт
- Бюлент Кесер – Ав. Ръфат
- Mерве Eнгин
- Mине Вурал – Фераийе
- Лена Наз Kалайджъ – Джемре Йълмаз
- Йомер Топрак Йълмаз –	Синан Рона
- Aхмет Марк Сомерс – Харун Рона

## Излъчване
| Сезон | Сезон | Епизоди | Начало на сезона    | Край на сезона    | Всички епизоди | ТВ сезон    | ТВ канал |
| ----- | ----- | ------- | ------------------- | ----------------- | -------------- | ----------- | -------- |
|       | 1     | 20      | 7 септември 2023 г. | 24 януари 2024 г. | 1 – 20         | 2023 – 2024 | Kanal D  |